# Estación Yumbel
Yumbel es una estación de ferrocarriles chilena ubicada en la localidad de Estación, en la comuna de Yumbel, en la Provincia del Biobío, Región del Biobío.

## Historia

### SigloXIX
Fue construida junto con el Ferrocarril Curicó -Talcahuano - Chillán y Angol e inaugurada en 1873. Luego pasó a formar parte de la Red Sur de Ferrocarriles del Estado, y es parte del Troncal Sur.

### SigloXXI
En 2002, empieza a tener detención el nuevo servicio Automotor Nocturno Alameda-Talcahuano, en reemplazo del antiguo «Rápido del Biobío». En algunas ocasiones se hacen servicios especiales de Talcahuano y Estación Concepción con automotores de la serie AEL o composiciones de locomotora y coches, debido a la celebración de la Festividad de San Sebastián (20 de enero), y el 20 de marzo en que se agradece por la cosechas.
Después del terremoto del 27 de febrero de 2010, la estructura principal quedó seriamente dañada, lo que provocó que la estación quedará en un evidente estado de abandono. En enero de 2018 entró en funcionamiento el nuevo sistema de movilización AUV lo que significó el cierre definitivo de la oficina de tráfico de EFE.
El sábado 16 de marzo de 2019, en el marco de la residencia del Centro Cultural Itinerante Trenzando en Yumbel Estación, la comunidad local se reunió en el recinto estación para la jornada «Soñando la Estación» donde se desarrollaron actividades de rehabilitación de la infraestructura en la estación. La actividad incluyó la participación del muralista Alejandro «Mono» González y el cantautor nacional Tata Barahona. La residencia del centro cultural se extendió hasta el 6 de abril e incorporó talleres, ciclos de cine, ferias y conciertos abiertos a todo público.
Durante los meses de enero y febrero de 2020, EFE organizó 6 servicios entre estación Alameda en Santiago y la Estación Concepción. El servicio tuvo detenciones intermedias en la estación de Yumbel y la estación de San Rosendo. En ese mismo año, Trenzando lanzó el concurso de ideas de arquitectura «Rehabilitación de estaciones ferroviarias / Red Trenzando», invitando a arquitectos, estudiantes y equipos interdisciplinarios a proponer proyectos para la puesta en valor del patrimonio ferroviario de cuatro estaciones: Rungue (Región Metropolitana), Ocoa (Región de Valparaíso), Yumbel y San Rosendo (Región del Biobío); la convocatoria buscó sentar las bases para futuros desarrollos comunitarios, con inscripción hasta el 9 de noviembre y entrega digital de propuestas hasta el 27 del mismo mes, en el marco de una alianza entre Trenzando, organizaciones locales e instituciones públicas y privadas. Los ganadores fueron anunciados en marzo de 2021.

## Servicios

### Anteriores
- Automotor Alameda-Talcahuano.

### Actuales
- Corto Laja solo durante las festividades de San Sebastián en la semana de 20 enero y 20 marzo, donde se desarrolla la peregrinación hacia el Santuario de San Sebastián de Yumbel.[6]
- Tren Santiago-Concepción.